# Partiet
Partiet är ett svenskt reggaeband som bildades 2011 och har sina rötter i Jönköping. Bandet har gett ut två fullängdsalbum, Kulturpolitik och Upp till dans och en EP, Supervalåret.

## Historik
Låtskrivaren och sångaren Fredrik Boltes träffade multimusikern Isak Kristola i Melbourne, Australien år 2010. De bestämde sig för att starta Partiet då de kommit hem till Sverige igen i slutet av 2011. 
Den 25 februari 2012 släppte Partiet sin första singel, Ensamkommande flyktingbanan, på reggaeskivbolaget Swingkids, vilket blev startskottet för många spelningar under sommaren samma år. Bandet spelade bland annat på festivaler som Urkult, Furuviks reggaefestival och Öland Roots. Just på Öland Roots genomförde Partiet två spelningar, en bokad spelning på öltältets scen, men även en oannonserad spelning på festivalens campingområde. De reste även under 2012 runt och spelade på gatan, bland annat i Trondheim och Amsterdam.[källa behövs]
Efter första året då Partiet genomfört över 100 spelningar återvände spelade bandet in det som skulle bli deras första fullängdsalbum. Den 12 december 2012 släpptes den andra singeln Bra vibe med tillhörande musikvideo och den 27 januari 2013 släppte Partiet slutligen albumet Kulturpolitik. Efter releaseturnén återvände bandet till studion för att göra en fristående singel med tillhörande musikvideo, Qom ut. Låten kritiserar homofobi både på Jamaica och i hemstaden Jönköping och fungerade som officiell festivallåt till Jönköpings första pridefestival. Även sommaren 2013 turnerade bandet, och när sommaren var slut hade bandet gjort över 180 spelningar i fler än tio länder.[källa behövs]
Fredrik Boltes återvände under vintern till Australien för att skriva ny musik. Den 1 maj 2014 släppte Partiet EP:n Supervalåret med gästartister som bland annat Cleo, Promoe och Navid Modiri.
Partiet beräknas släppa sitt andra fullängdsalbum under hösten 2015. Den första singeln med tillhörande musikvideo, Pinsamt, släpptes den 29 april 2015. I musikvideon syns flera kända ansikten som till exempel rapparna Timbuktu och Cleo och Miljöpartiets språkrör Gustav Fridolin vilket ledde till att videon fick ett mycket stort genomslag och blev Partiets mest visade musikvideo på Youtube.

## Medlemmar
Ordinarie medlemmar
- Fredrik Boltes, sång (2011– )
- Jonatan Barck, bas (2015– )
- Ludvig Nordgren, tenorsaxofon (2011– )
- Friden Tolke, altsaxofon (2014– )
- Linus Kallin, keyboard (2011– )
- Thom Gisslén, gitarr (2016– )
- Ella Wennerberg, trombon (2015– )

Inhoppare
- Isak Kristola, dragspel och gitarr (2011– )
- Björn Sjölin, altsaxofon (2012– )
- Linus Hasselberg, gitarr (2014– )
- Signe Dahlgren, tenorsaxofon (2014–2015)
- Edvin Lorinius, alt-, baryton- och tenorsaxofon (2014– )

Tidigare medlemmar
- Erik Stoltz, bas (2011–2013)
- Jesper Målsten, trummor (2011–2013)
- Kristoffer Ödman, dragspel och gitarr (2012–2013)
- David Engvall, trombon (2012–2015)
- Felisia Westberg, bas och sång (2014–2015)

## Diskografi

### Album
- 2013 – Kulturpolitik
- 2016 – Upp till dans

### EP
- 2014 – Supervalåret

### Singlar
- 2012 – "Ensamkommande flyktingbanan"
- 2012 – "Bra vibe"
- 2013 – "Qom ut"
- 2015 – "Pinsamt"
- 2018 – "En dag i veckan"[11][11]
- 2019 – "Placebo"